# Роті чанай
Роті-чанай або роті-прата, також відомий як роті-канай, роті-ченнаї та роті-кане, — це індійська страва з коржиків, яка готується в кількох країнах Південно-Східної Азії, особливо в Брунеї, Індонезії, Малайзії, Сінгапурі та Таїланді. Зазвичай його подають із далом або іншими видами каррі, але також можна приготувати різноманітні солодкі чи солоні варіації з різними інгредієнтами, такими як м'ясо, яйця чи сир.
З'явившись приблизно в XIX столітті, роті-чанай став популярною стравою для сніданків і закусок, особливо в країнах Південно-Східної Азії, і є одним з найвідоміших прикладів південноіндійської кухні в цьому регіоні. Вважається, що страва була завезена індійцями за часів Британської Малаї, Голландської Ост-Індії та Стрейтс-Сетлментс (поселень у протоках). Вони також відомі під розмовною назвою «мамак» і подаються у вуличних кіосках, розташованих як у сільській місцевості, так і в містах Брунею, Індонезії, Малайзії та Таїланду, а також у центрах лоточників у Сінгапурі.

## Галерея

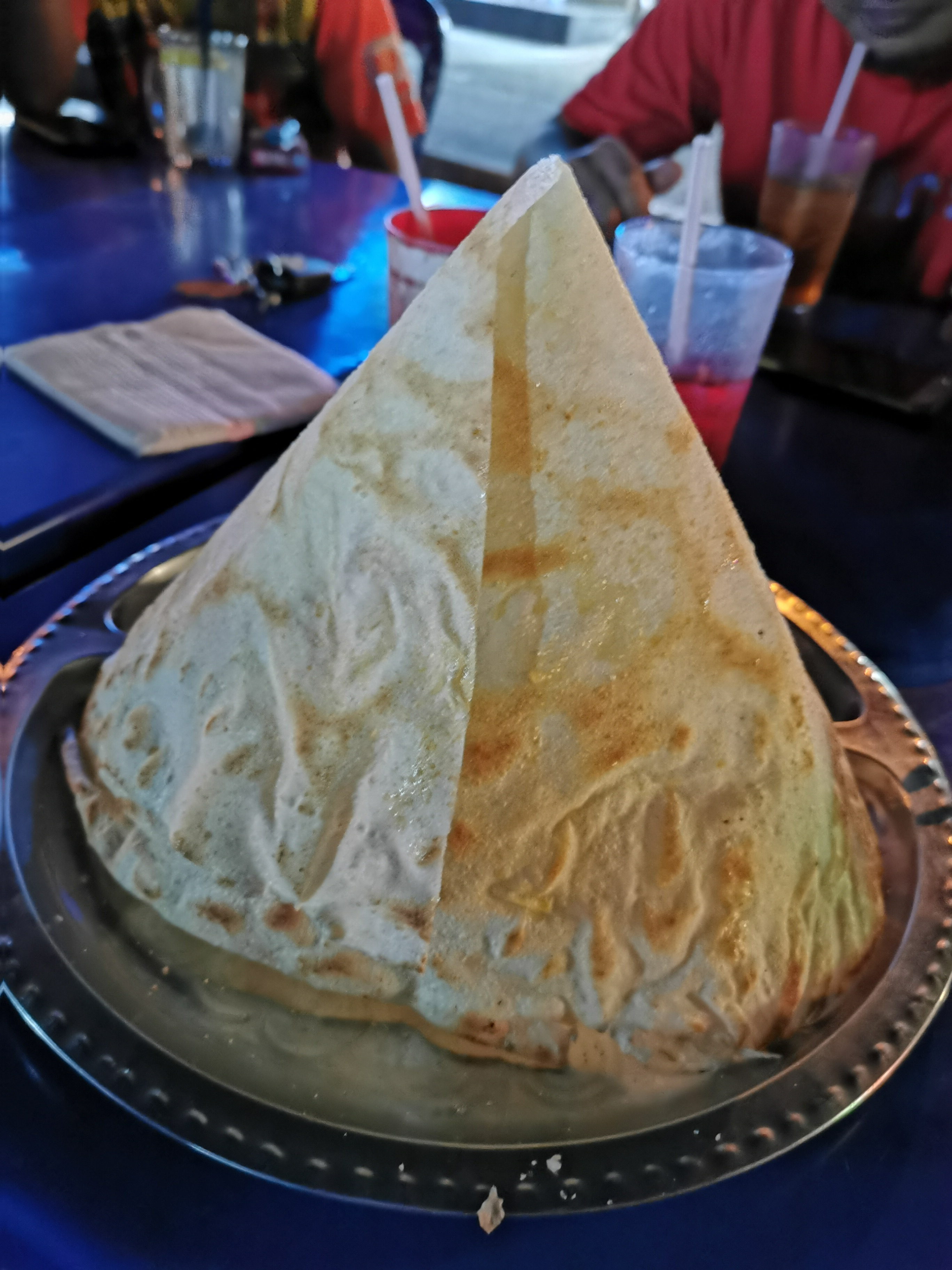
Роті тісу в Бандар Макота Черас, Малайзія
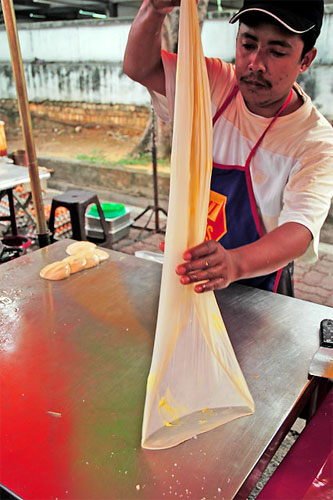
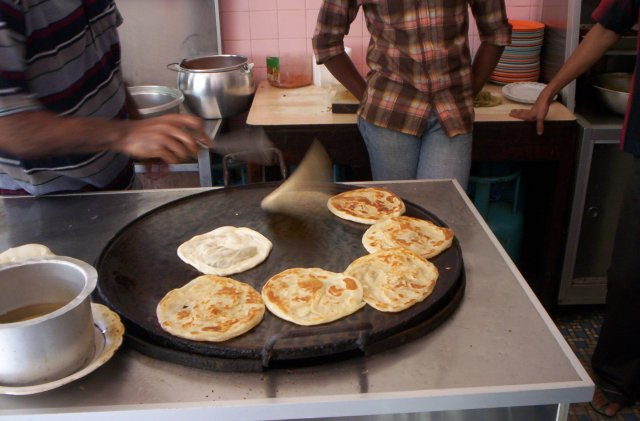
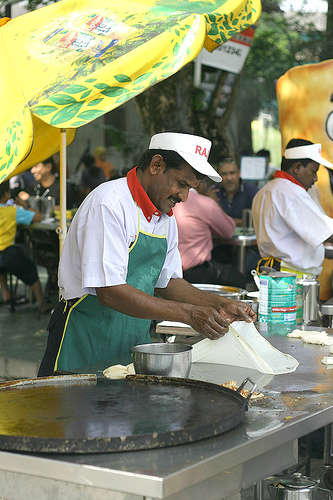
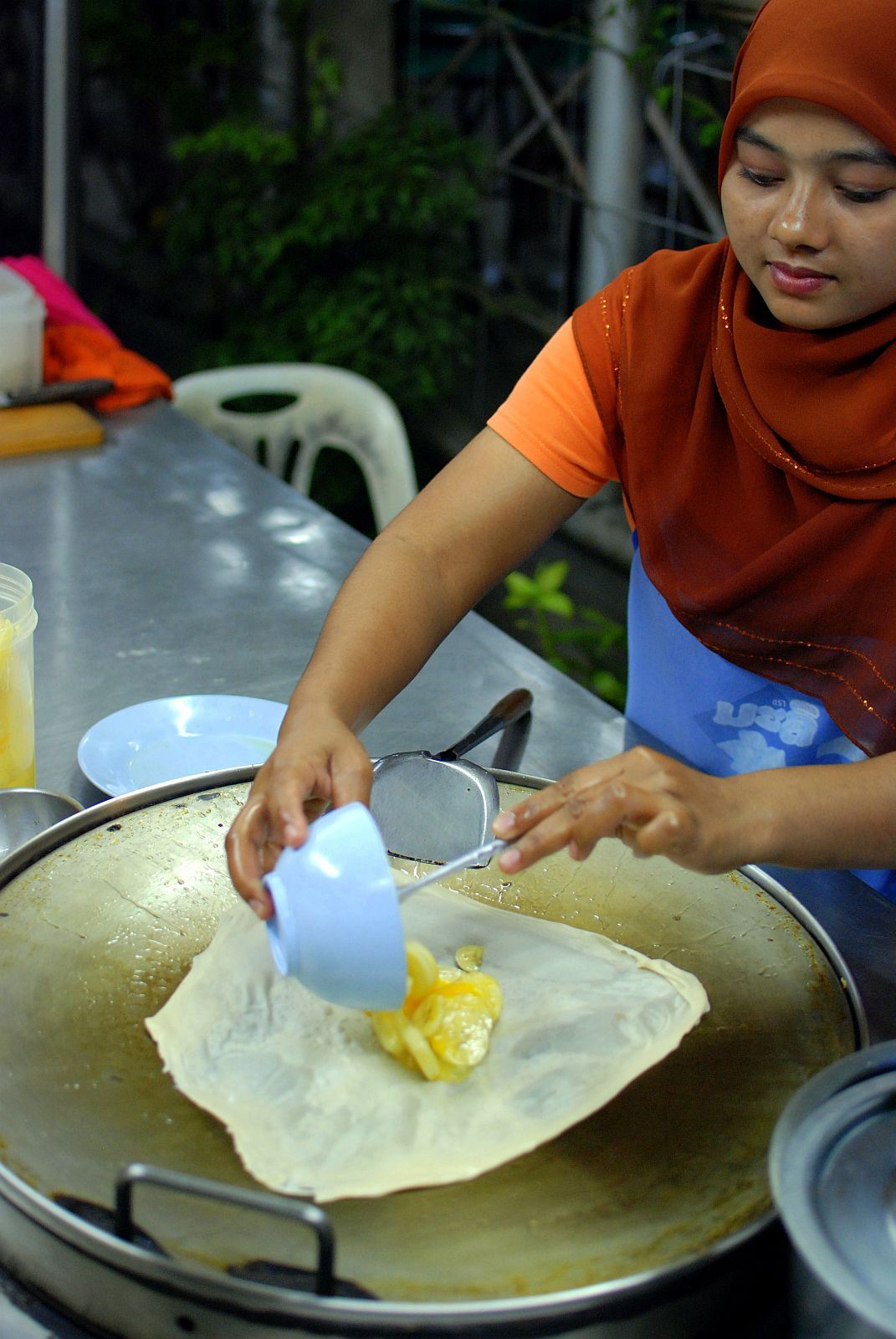
.
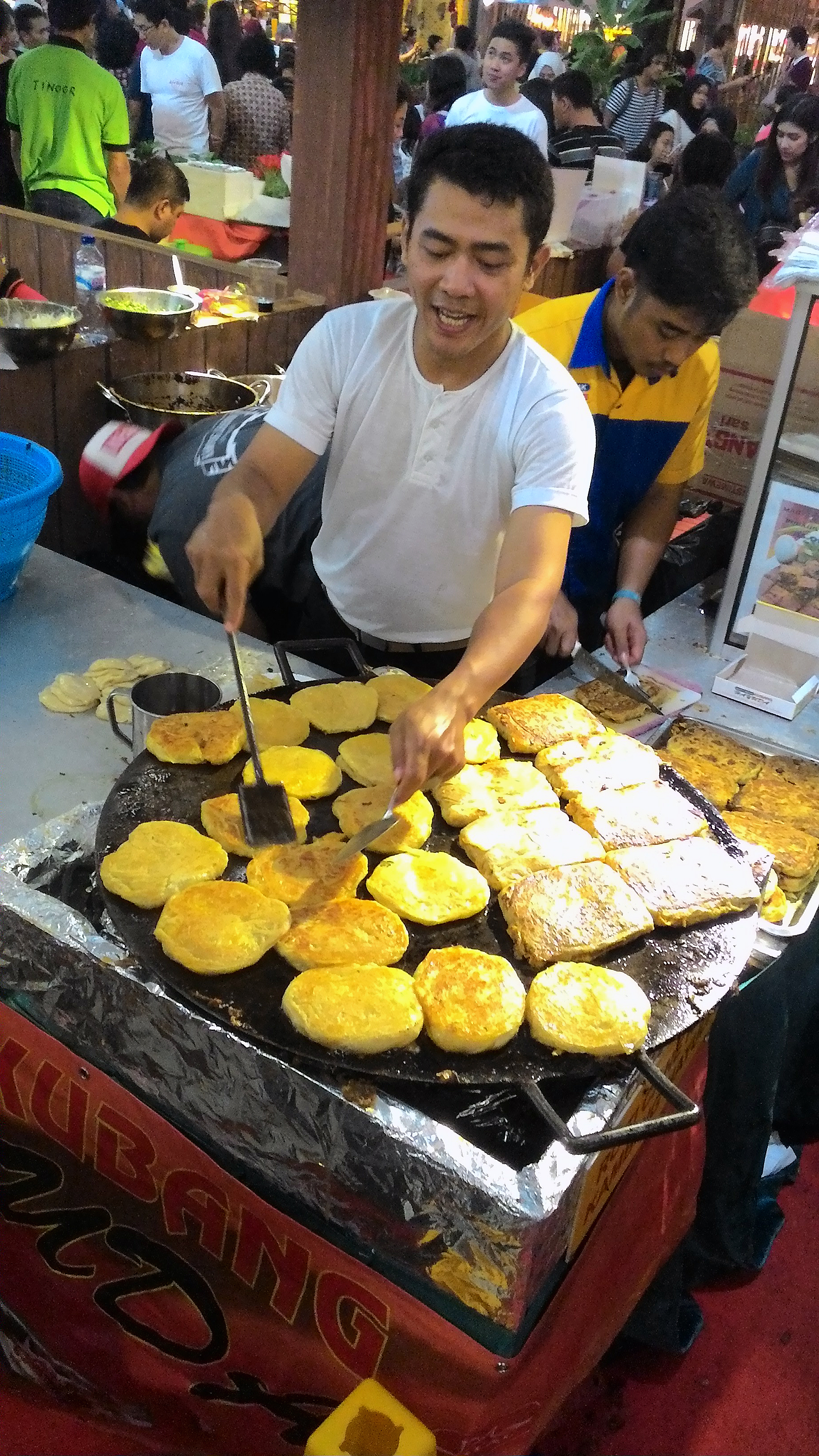
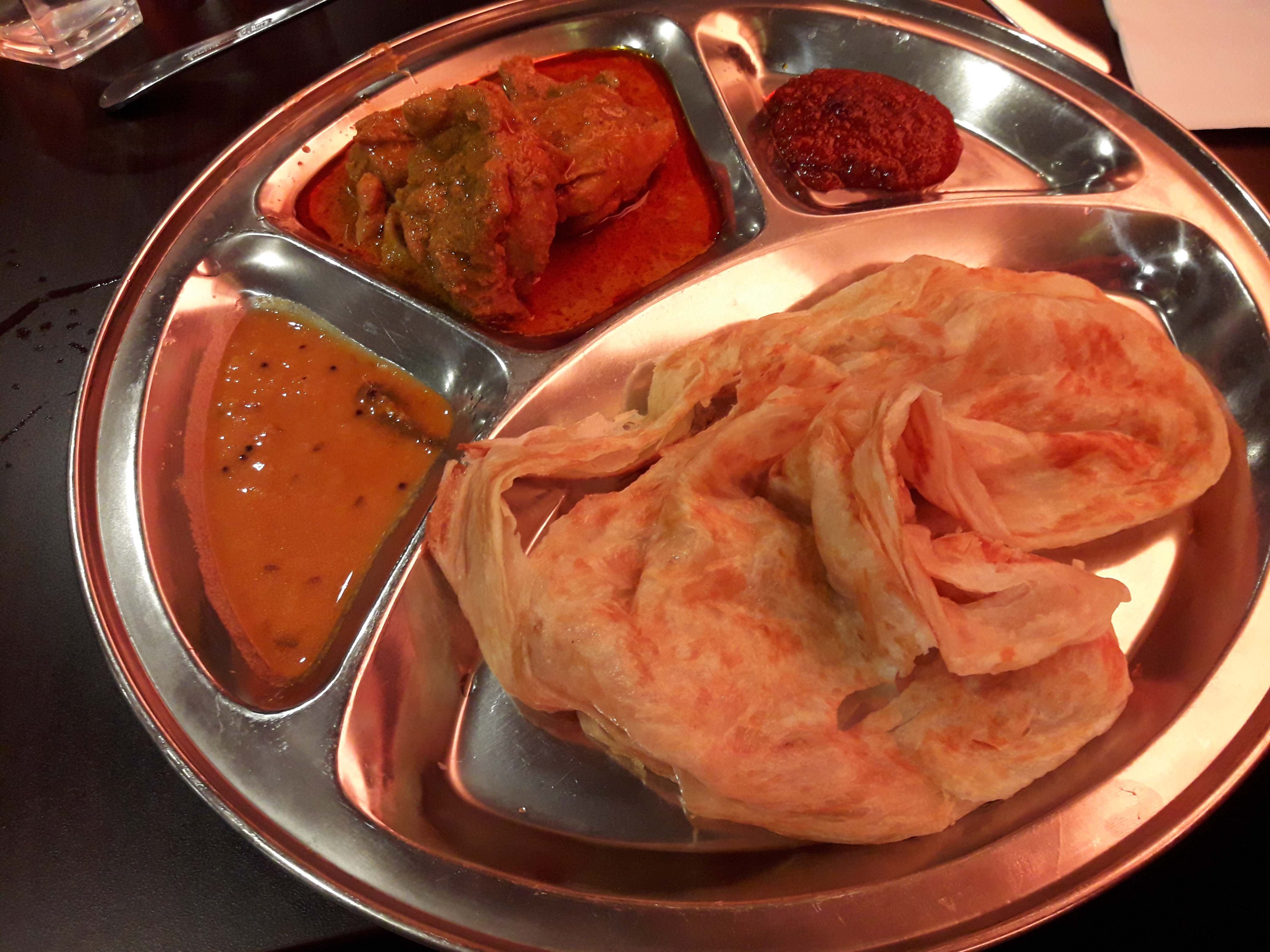
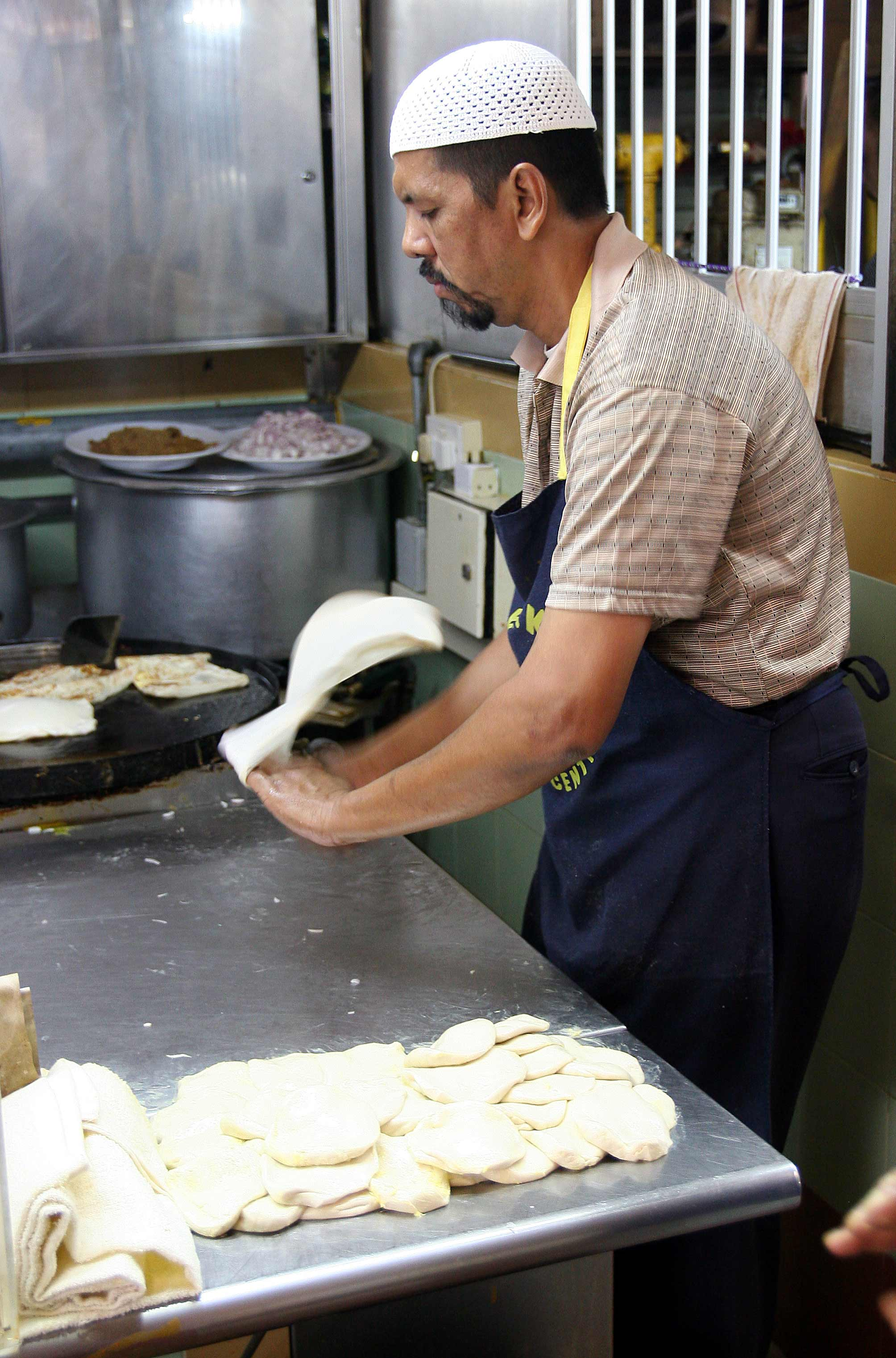
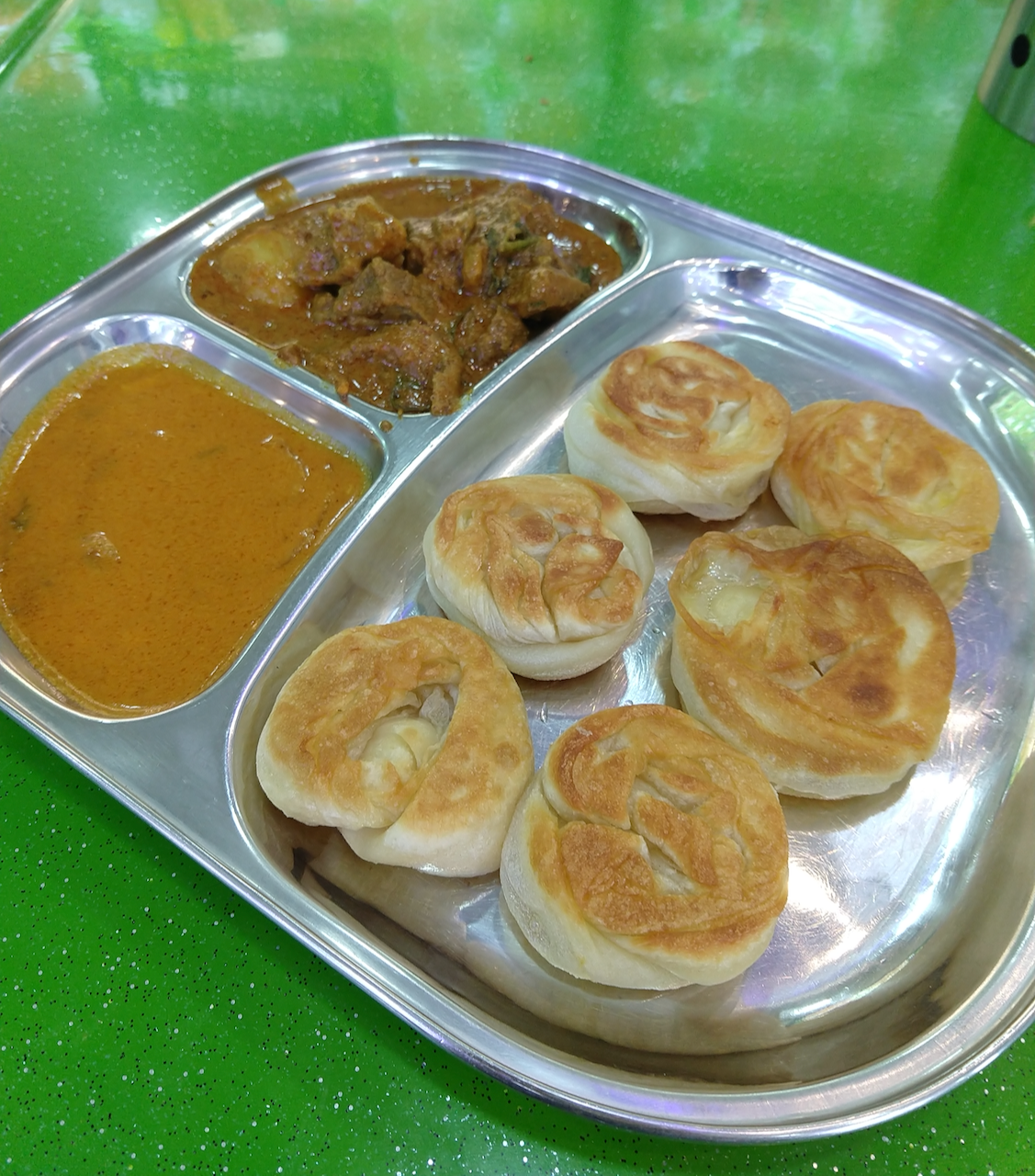
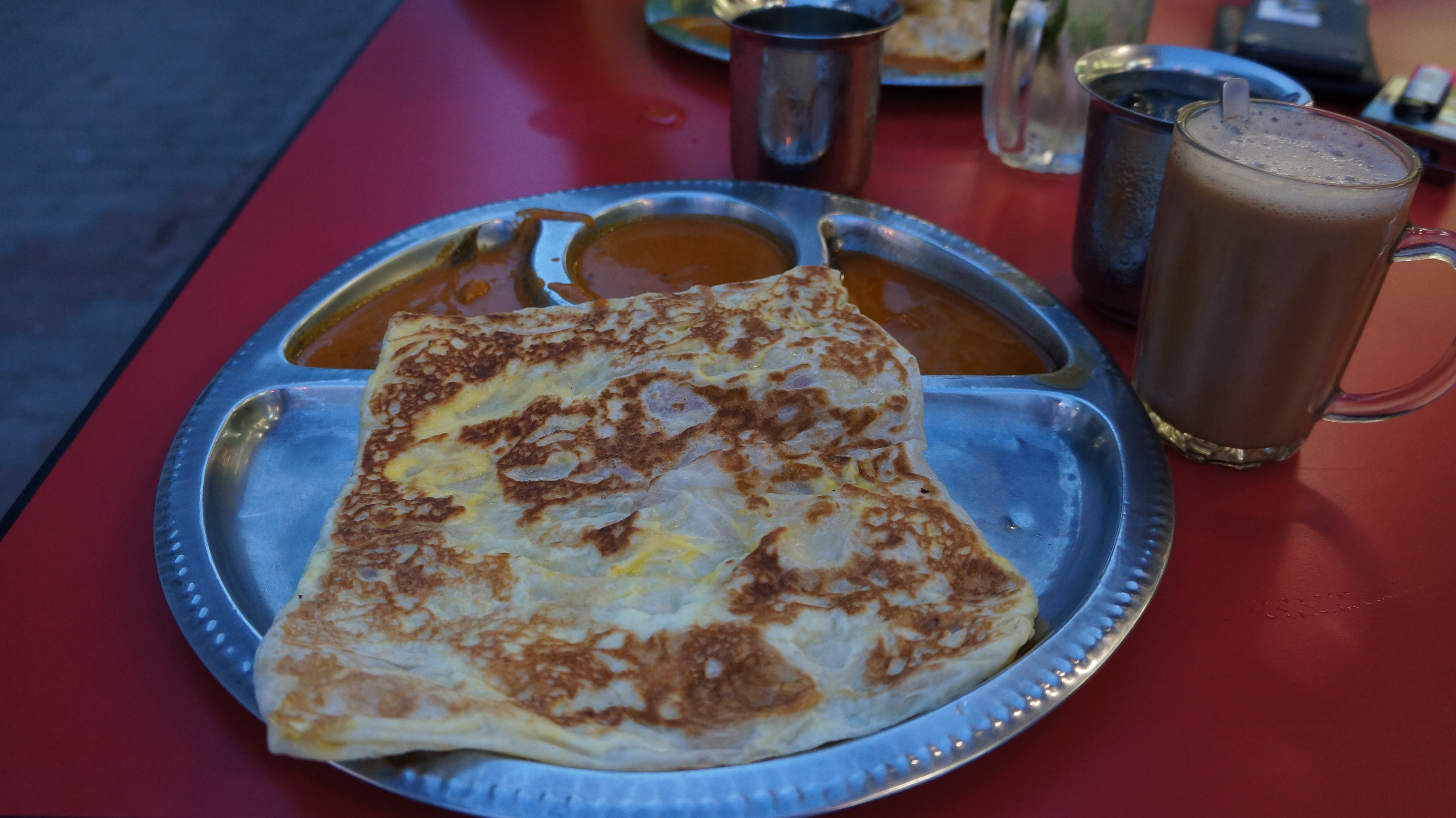